# Pendro
Pendro (în kurdă: Pêndro‎, پێندرۆ) este un sat kurd în Kurdistanul Irakian, situat în provincia Arbil, aproape de granița cu Turcia. Se află la aproximativ 15-18 km la nord de Barzan și are o populație de peste 2540 de persoane.